# Ianna Andreadisová
Ianna Andreadisová (nepřechýleně Ianna Andreadis; * 1960, Atény) je umělkyně a fotografka řeckého původu, autorka řady knih vydaných ve Francii a Mexiku a také mezinárodních projektů s celosvětovou účastí. V roce 2004 koordinovala projekt digitální fotografie s názvem The World Around a Flame/Olympic Truce 2004, který byl vystaven v Aténách během olympijských her toho roku. Sídlí ve Francii.

## Zázemí, vzdělání
V letech 1978 až 1983 studovala umění, malbu a litografii na Národní škole výtvarných umění v Paříži. Po cestě po východní Africe s nakladatelem Franckem Bordasem vytvořila sérii kreseb a maleb inspirovaných těmito cestami.

## Pravěk, vykopávky
Později (1989–1990) studovala prehistorii na Institutu umění a archeologie a připojila se k vykopávkám a průzkumům ve Vallée des Merveilles na jihu Francie. V souvislosti s tímto zájmem také cestovala do prehistorických míst a jeskyní v Dordogne.
Cestou do Zimbabwe, Malawi, Namibie, Jižní Afriky v letech 1993–94 vytvořila také novou sérii krajin a pracovala na řadě litografických alb v limitované edici s Franckem Bordasem.

## Obrazy, knihy o umění
Její práce z let 1996–1998 zahrnují sérii obrazů moře. Vydala sérii uměleckých knih v afrických voskových textiliích pro děti. V roce 2000, když ještě malovala, se začala věnovat fotografickým a knižním projektům a v roce 2003 vytvořila malby na divadelní kostýmy pro hru Titus Andronicus v režii Simona Abkariana a uváděnou v Národním divadle Chaillot.

## Dlouhodobé zaměření na muzeum
Pracovala také na dlouhodobém fotografickém projektu pro knihu, který zahrnuje fotografování – v pravidelných intervalech – při výstavbě muzea du quai Branly navrženého Jeanem Nouvelem. Vytvořila také (2005) Cosmopolis-Ivry-sur-Seine, sérii portrétů lidí různého původu žijících v Ivry-sur-Seine. To bylo vystaveno na Rhodosu v Řecku jako součást skupinové výstavy s názvem Meteques/Foreigners.

## Samostatné výstavy
Andreadisová uspořádala 12 samostatných výstav v Paříži, Saint-Valéry-en-Caux, Belle-île-en-Mer, Uzerche a Aténách. Zúčastnila se také řady skupinových výstav.
V průběhu roku 2006 dokončila knihu Chantier Ouvert au Public, která se zabývá výstavbou muzea Quai Branly, ve které sledovala stavbu tříletého díla výjimečného architektonického projektu Jeana Nouvela. Obsahuje fotografie nedokončené práce, pracovníků, každodenního života, estetiky a barev, abstraktní kompozice a nástroje.
Dokončila také knihu „Dias-Tonaltin“, kterou vydala Petra Ediciones v Mexiku. Tato kniha byla rovněž vytištěna v rámci vzdělávacího programu SEP a ve školách v Mexiku kolovala ve 156 000 výtiscích.
Andreadisová pokračuje v práci na Cosmopolis-Ivry-sur-Seine, která je plánována jako kniha po výstavě v Rhodosu-Řecko. Jedná se o sérii portrétů obyvatel cizích obyvatel Ivry, z každé země po jednom, celkem 60 portrétů.
V souvislosti s olympijskými hrami v Aténách v Řecku v roce 2004 realizovala také projekt zaměřený na olympijské téma olympijského ohně.